# Brewster-Körperschild
Der Brewster-Körperschild (engl.: Brewster body shield, auch Brewster body armor) ist eine Schutzwaffe aus den Vereinigten Staaten von Amerika.

## Beschreibung
Während des Ersten Weltkrieges suchte das U.S. Militär nach einem besseren Schutz für Soldaten während Kampfhandlungen.
Ein Konstrukteur namens Guy Otis Brewster aus Dover, New Jersey entwickelte eine Art Rüstung, die zusammen mit einem Helm sowie einem Rückenschutz am Körper befestigt werden konnte. Die Rüstung bestand aus Chromnickelstahl. Helm und Brustschutz wogen zusammen 18 kg, der Rückenschutz 5 kg. Der Helm war tonnenförmig und mit einem spitz zulaufenden, dachartigem Oberteil ausgestattet. Zur Aussicht diente ein aus dem Stahl ausgeschnittenes Fenster, das mit zwei beweglichen Klappen zum Teil geschlossen werden konnte. Der Helm war so gestaltet, dass er auf den Schultern des Trägers aufsaß und mit Lederriemen am Brustpanzer befestigt werden konnte. Der Brustpanzer bestand aus einer einzigen Platte, die den Oberkörper ausschließlich der Arme bedeckte. Die Ränder der Platte waren zum Teil rundlich und stumpf gearbeitet, um Verletzungen des Trägers vorzubeugen. In der Mitte war ein Grat angebracht, an dem die beiden Seiten zum Körper hin abgebogen waren. Zur Rüstung gehörte außerdem ein Rückenschutz, der aus überlappenden Platten bestand, die auf einem Lederunterteil befestigt waren. Der Rückenschutz wurde mit Lederriemen am Körper des Trägers befestigt. Die Rüstung konnte Schussfolgen aus einem Lewis-Maschinengewehr mit dem Kaliber .30-06 Springfield mit einer Mündungsgeschwindigkeit von 820 bis 900 m/s widerstehen. Trotz dieser Vorteile wurde das Brewster-Körperschild kaum eingesetzt, da der Träger sehr eingeengt und unbeweglich war.